# 弗里茨·瓦尔特 (1960年)
弗里茨·瓦尔特（德語：Fritz Walter，1960年7月21日—），德国男子足球运动员，司职前锋。他曾代表西德国奥队参加1988年夏季奥林匹克运动会足球比赛，获得一枚铜牌。
他和同名的德國足球傳奇弗里茨·瓦尔特沒有任何血緣關係，他也因為名字的關係得到了小弗里茨的暱稱。